# Ormbunksmätare
Ormbunksmätare (Petrophora chlorosata) är en fjärilsart som beskrevs av Giovanni Antonio Scopoli 1763. Ormbunksmätare ingår i släktet Petrophora och familjen mätare. Arten är reproducerande i Sverige. Inga underarter finns listade i Catalogue of Life.

## Bildgalleri

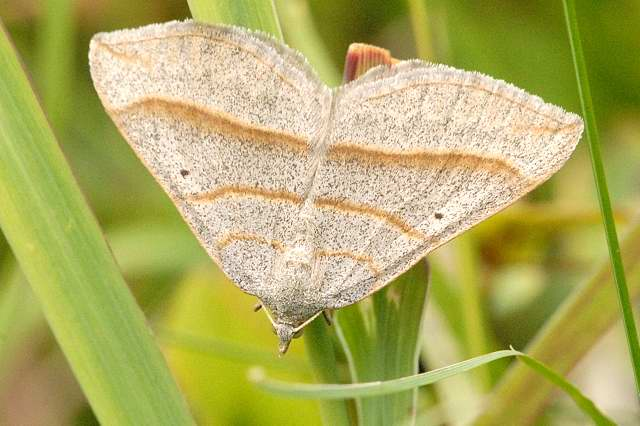
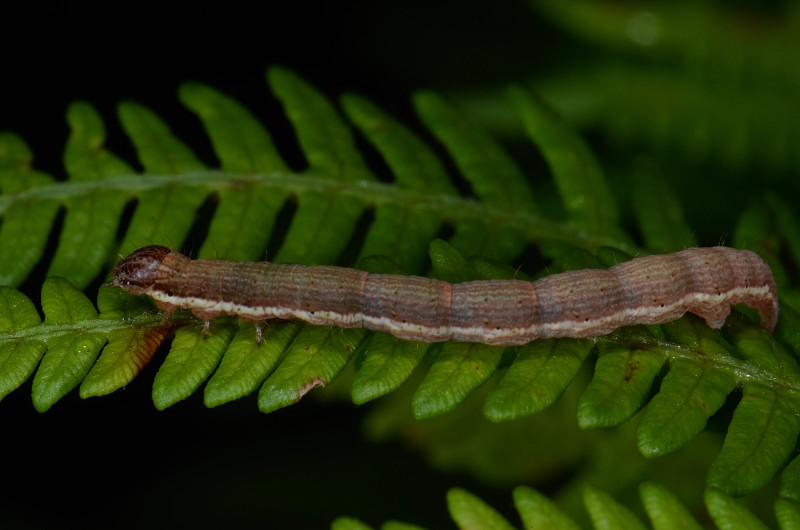